# Clusiota impressicollis
Clusiota impressicollis är en skalbaggsart som först beskrevs av Max Bernhauer 1907.  Clusiota impressicollis ingår i släktet Clusiota och familjen kortvingar. Inga underarter finns listade i Catalogue of Life.